# Хелмжа
Хелмжа (пол. Chełmża, до 1251 Łoza, нім. Culmsee, Kulmsee) — місто в північній Польщі, на березі Хелмінського озера.
Належить до Торунського повіту Куявсько-Поморського воєводства.

## Демографія
Демографічна структура станом на 31 березня 2011 року:
|          | Загалом | Допрацездатний вік | Працездатний вік | Постпрацездатний вік |
| -------- | ------- | ------------------ | ---------------- | -------------------- |
| Чоловіки | 7291    | 1517               | 5131             | 643                  |
| Жінки    | 7959    | 1550               | 4763             | 1646                 |
| Разом    | 15250   | 3067               | 9894             | 2289                 |